# Ковалёво (Полтавская область)
Ковалево (укр. Ковалеве) — село,
Ковалевский сельский совет,
Котелевский район,
Полтавская область,
Украина.
Код КОАТУУ — 5322281501. Население по переписи 2001 года составляло 344 человека.
Является административным центром Ковалевского сельского совета, в который, кроме того, входят сёла Маловидное и Стадница.

## Географическое положение
Село Ковалево находится в 4-х км от левого берега реки Мерла,
на расстоянии в 1 км от сёл Маловидное и Стадница, в 2-х км —Великая Рублёвка.
К селу примыкает лесной массив (берёза, ель).

## История
Село указано на трехверстовке Полтавской области. Военно-топографическая карта.1869 года как хутор Ковалевка.